# Mahala Sagrdžije Murge
Mahala Sagrdžije (Sagrakčije) Murge je mahala u Tuzli. Datira iz druge polovice 16. stoljeća. Već tada je bila gradska mahala i naslanjala se na utvrde Palanku,  kojoj se nalazila sa zapadne strane. Time se naslanjala na Atik-mahalu s utvrđenja.
Mahale u Tuzli dobile su imena po vjerskim objektima jer su nastale uz njih, pa je tako ova mahala dobila ime po džamiji Sagrdžije (Sagrakčije, Sagrdžijan) Murge. Džamija se prvi put spominje u vrelima 1600. godine. Osnivač mahale džamiju je sagradio prije 1600. godine, a o njemu se ne zna gotovo ništa. Mala džamija po kojoj se prozvala mahala nalazila se u ulici 6. bosanske brigade. Poslije rata otpisana je u državnu imovinu a zbog proširenja ceste i navodnog pucanja zidova srušena je 1957. godine. Varijacija u imenu sagrakčija i sagrdžija nastala je zbog spajanja imena dvaju povezanih obrtničkih djelatnosti, iz sagrakčija (strugar kože, obrtnik koji struže dlake s goveđih koža) i kečedžija (obrtnik koji pravi keče, odjevne predmete od valjane goveđe dlake) u sagrdžija.
Razvila se dalje duž puta od Potur mahale ka Tušanj mahali, najzapadnijoj tuzlanskoj mahali. Osim stare džamije, koju je beg Zaimović obnovio 1891., ima i privatnih stambenih kuća.